# Leptogyra alaskana
Leptogyra alaskana is een slakkensoort uit de familie van de Melanodrymiidae. De wetenschappelijke naam van de soort is voor het eerst geldig gepubliceerd in 1910 door Bartsch.